# ペールフェイスアディオス
ペールフェイスアディオス（Paleface Adios、1969年 - 1989年）は、1970年代から1980年代初頭にかけて活躍したオーストラリアの繋駕速歩用競走馬である。タイプはペーサー。生まれ故郷よりテモーラトルネードという愛称で呼ばれていた。生涯成績は240戦108勝。オーストラリアでもっとも有名な速歩系競走馬の一頭であり、テモーラのホスキンズ通りでは彼とそのドライバー、コリン・パイクの等身大記念碑を見ることができる。
- 持ちタイム：1分11秒7/km（ペース、1979年当時世界記録）